# لي يون بي
لي يون بي مواليد 23 أكتوبر 1990، هي لاعبة كرة يد كورية جنوبية تلعب كجناح أيسر. مثلت منتخب كوريا الجنوبية لكرة اليد للسيدات. شاركت في دورة الألعاب الأولمبية الصيفية سنة 2012.

## سجل المنافسة
شاركت في البطولات التالية:
- الألعاب الأولمبية الصيفية 2012
- الألعاب الأولمبية الصيفية 2016
- بطولة العالم لكرة اليد للسيدات 2011
- بطولة العالم لكرة اليد للسيدات 2013
- بطولة العالم لكرة اليد للسيدات 2015

## روابط خارجية
- لي يون بي على موقع أوليمبيديا (الإنجليزية)